# Final Analysis
Final Analysis is een Amerikaanse thriller uit 1992 van Phil Joanou met in de hoofdrollen Richard Gere en Kim Basinger.

## Verhaal
San Francisco, de psychiater Isaac Barr begint de een affaire met Heather Evans, de zuster van een van zijn cliënten. Heather wordt getiranniseerd door haar man, de Griekse crimineel Jimmy Evans. Isaac probeert haar over te halen om van hem te scheiden, maar ze is bang voor de gevolgen ervan. Wanneer ze op een dag haar echtgenoot doodslaat, probeert Barr alles zodat ze wordt vrijgesproken. Maar misschien was dat niet zo'n goed idee.

## Rolverdeling
| Acteur       | Personage     |
| ------------ | ------------- |
| Richard Gere | Isaac Barr    |
| Kim Basinger | Heather Evans |
| Uma Thurman  | Diana Baylor  |
| Eric Roberts | Jimmy Evans   |